# 打酱游
打醬游是17173旗下正版遊戲數字發售平臺，於2013年5月31日首度推出。 目前已經接入的正版遊戲包括《仙劍奇俠傳五》、《仙劍奇俠傳五前傳》及其試玩版。

## 外部連結
- 打醬游官方網站 （页面存档备份，存于）（简体中文）